# Mitracarpus depauperatus
Mitracarpus depauperatus là một loài thực vật có hoa trong họ Thiến thảo. Loài này được Britton & P.Wilson ex Britton mô tả khoa học đầu tiên năm 1916.